# Partia Wolności (Liberia)
Partia Wolności (LP) (ang. Liberty Party) – liberyjska partia polityczna.
W wyborach z 2005 roku umieściła 3 członków w senacie oraz 9 w izbie reprezentantów. Charles Brumskine zajął trzecie miejsce w wyborach prezydenckich, zdobywając 13,9% głosów.
W październiku 2010 roku zgodziła się utworzyć koalicję z Kongresem na rzecz Demokratycznych Zmian (CDC) – celem tego miało być wystawienie wspólnych kandydatów do parlamentu oraz poparcie pary Brumskine-Weah w wyścigu do fotela prezydenckiego w wyborach z 2011 roku. Ostatecznie nie doszło do utworzenia koalicji i LP ogłosiła w lutym 2011 roku, iż poprze senatora Franklina Siakora, jako partnera dla Brumskinego.